# الدوري الفنلندي الممتاز 2000
الدوري الفنلندي الممتاز 2000 (بالفنلندية: Veikkausliigan kausi 2000) هو موسم من الدوري الفنلندي الممتاز. فاز فيه هكا.